# Aquilonismo acrobatico
L'aquilonismo acrobatico è la disciplina sportiva che consiste nel comandare l'aquilone facendogli compiere manovre nel cielo, o eseguendo schemi prefissati, le cosiddette "figure obbligatorie" o compiendo movimenti coordinati tra di loro a formare una "routine" che è coreografata su di una musica o facendo realizzare all'aquilone delle figure tridimensionali, i cosiddetti "trick".

## Morfologia
Tutti gli aquiloni sportivi hanno in comune la caratteristica di avere più di un cavo di ritenuta. Contrariamente agli aquiloni monofilo, o statici, che sono costruiti per ottenere una posizione relativamente stabile nel cielo, compensando le diverse forze che agiscono sulla vela, gli aquiloni sportivi hanno più cavi. Se questi cavi sono tenuti perfettamente pari di misura, l'effetto sarà analogo a quello degli statici, ma, se, una volta in fase di volo, si applica una forza (si tira o si "molla" uno dei cavi) l'aquilone si sposta nel cielo.
Ci sono tre categorie principali di aquiloni acrobatici:
Aquiloni sportivi
Questi aquiloni erano senza dubbio i più diffusi a metà degli anni novanta e primi anni 2000. Sono aquiloni costruiti per garantire la massima precisione della traiettoria di volo. Sono spesso abbastanza grandi (oltre i 2,5 m di apertura alare) e in grado di generare una discreta quantità di trazione. Questo tipo di aquilone è ancora molto utilizzato per il volo in coppia o in team.
Aquiloni da trick
Sono diventati popolari dopo i primi anni 2000. Questi aquiloni sono progettati per sacrificare un po' di precisione in cambio della possibilità di eseguire manovre acrobatiche su tre dimensioni. Infatti, oltre alle manovre con loop, forme geometriche, ecc., simili a quelle dei classici aquiloni sportivi, questi aquiloni son progettati per poter essere spinti ad eseguire evoluzioni sia sull'asse verticale che su quello orizzontale al terreno.
Queste manovre, che sfruttano le situazioni di stallo nel volo ottenute allentando ad arte la tensione dei cavi per poi recuperarla con rapidi movimenti del polso, possono essere molto spettacolari.
Il trick di rotazione preferito dai "piloti" è l'axel: l'aquilone, con rapidi movimenti coordinati, viene fatto mettere con le punte parallele al terreno, gli si fa abbassare la punta verso il pilota e gli si fa eseguire una rotazione di 360 gradi mantenendo il piano di rotazione dell'aquilone parallelo al terreno. Questa manovra ha un bell'effetto visivo e per essere realizzata richiede molto esercizio.
Il numero dei trick è in costante aumento e, spesso, i costruttori di aquiloni progettano e modificano i propri modelli per poter eseguire al meglio uno specifico trick, o un gruppo di trick.
Aquiloni Quad-line
Gli aquiloni a quattro cavi (Quad-line) sono stati introdotti negli U.S.A nel 1988 con l'invenzione del "Neos Omega", più tardi chiamato "Revolution", dal nome della più importante azienda costruttrice di questo tipo di aquiloni. Questi aquiloni hanno guadagnato molta popolarità in tutto il mondo e, in particolare, in Italia dove si è sviluppata una vera e propria "scuola" di volo con numerosi piloti che si sono distinti nelle convention e nelle gare aquilonistiche di tutto il mondo. La Revolution ha dominato il mercato quad-line, con pochi produttori concorrenti come, ad esempio, Prism e New Tech. I "Quattro cavi", come sono anche chiamati, hanno in comune la presenza di due manopole di controllo, impugnate nelle mani del pilota, aventi ognuna forma di "L" e dai cui vertici partono due cavi, dando al pilota la possibilità di modificare l'inclinazione rispetto al vento, il cosiddetto "angolo di attacco". Questa peculiarità consente al Quad-line di librarsi nello spazio, a differenza di qualsiasi altro aquilone acrobatico, muovendosi, o fermandosi, fino all'immobilità, praticamente in ogni punto della finestra di volo. Questi aquiloni possono anche essere estremamente precisi.

## Tecnologia
Gli aquiloni acrobatici possono essere progettati per volare in una vasta gamma di condizioni. La maggior parte degli aquiloni standard sono in grado di volare con vento da 6 km a 30 km all'ora. Esistono aquiloni che possono essere fatti volare in condizioni estreme con venti molto forti, da 45 km/h o più. Ci sono anche aquiloni realizzati con materiali hi-tech leggerissimi che volano con una minima brezza o anche al chiuso. La tecnica base di volo è comunque semplice da apprendere, ma per far volare un aquilone a due o, ancor di più, a quattro cavi in modo professionale si richiede molta dedizione ed allenamento. Inoltre, per poter imparare ad effettuare un volo regolare e coerente, è necessaria, fino a quando non si è in grado di padroneggiare completamente l'aquilone, una brezza costante, senza ostacoli prodotti, anche a distanza, da alberi, edifici, colline, o altro che potrebbero bloccare il flusso del vento.
Un aquilone acrobatico ha un prezzo di acquisto che può variare da poche decine di euro, per un aquilone da principiante, a più di 300/400 euro per gli aquiloni specializzati adatti alle competizioni, realizzati con materiali di alta qualità e ad alta tecnologia, come fibra di carbonio, Mylar, Dyneema, tessuti in poliestere ultra leggeri e a bassa deformabilità ecc.

## Competizioni
L'aquilonismo acrobatico, a partire dagli anni novanta del secolo scorso, si è organizzato come sport. Le gare di aquiloni hanno molto in comune con quelle del pattinaggio artistico, con i concorrenti giudicati sulle loro prestazioni in figure obbligatorie, nonché in un "balletto", che implica l'esecuzione di figure e trick, coreografati sull'interpretazione artistica della musica. Le prove sono effettuate come singoli, in coppia (pair), o con tre o più aquiloni (team). Il volo in team è in genere il più spettacolare: gli aquiloni volano a pochi centimetri l'uno dall'altro, effettuando tutti i tipi di figure e formazioni in aria.
Le gare in Europa si svolgono, a livello nazionale e internazionale, sotto l'egida dello Sport Team e Competitive Kiting (STACK), una organizzazione presente oltre che in Italia, anche in quasi tutti gli stati Europei. 
Per le specialità sia a due cavi che a quattro cavi, in singolo, coppia e team, si tiene, ogni volta in una nazione diversa, la "Euro Cup", in cui i singoli campioni nazionali si sfidano per il titolo di campione di Europa. 
L'ultima edizione si è tenuta nella primavera 2013 a Cervia, in Romagna.
Ogni due anni si tiene anche un campionato mondiale che si disputa a Berck sur Mer, in Francia, riservato ai soli team. Nel mese di aprile 2014 ha vinto per la terza volta consecutiva dal team britannico 'The Scratch Bunnies'. Sono stati i primi a conquistare il titolo per tre volte consecutive.
Negli Stati Uniti, l'American Kitefliers Association (AKA), è l'organizzazione che organizza gare sportive di aquiloni. I vincitori delle competizioni nazionali, che si tengono nei vari stati, vengono invitati alla convention annuale in cui si tiene il campionato U.S.A.
Nel 1996 AKA, STACK, e la All Japanese Sport Kite Association (AJSKA) hanno costituito l'International Rule Book Committee (IRBC), per standardizzare le regole e le modalità di gara a livello mondiale.
Si tengono inoltre competizioni esclusivamente dedicate al volo dei trick, i cosiddetti "Trick Party" o "Trick Contest". Tra questi eventi il più famoso è forse quello di Stella Plage, presso Cucq, in Francia.